# Technische Universität Zvolen
Die Technische Universität Zvolen, slowakisch Technická univerzita vo Zvolene (kurz TUZVO), ist eine technische Universität in der slowakischen Stadt Zvolen mit Lehr- und Forschungsschwerpunkten im Bereich der Umweltwissenschaften. Die Technische Universität Zvolen hat knapp 5.000 Studenten und 900 wissenschaftliche Angestellte.

## Geschichte
Die Technische Universität Zvolen sieht ihre Wurzeln in der langen forstwirtschaftlichen und forstwissenschaftlichen Ausbildung der am 13. Dezember 1762 von Maria Theresia von Österreich gegründeten Bergakademie Schemnitz (nach 1846 Berg- und Forstakademie Schemnitz (heute Banská Štiavnica)). Durch die politischen Veränderungen nach dem Ersten Weltkrieg wurde diese Akademie geschlossen und bis zum Ende der 1. Tschechoslowakischen Republik wurden forstwirtschaftliche Studiengänge vornehmlich an der Tschechischen Technischen Universität Prag gelehrt.
Am 25. April 1946 entschied der Slowakische Nationalrat die Gründung einer Landwirtschaftlichen Universität in Košice, welche jedoch bereits 1949 zugunsten der Slowakischen Landwirtschaftlichen Universität Nitra und der Universität in Zvolen wieder aufgelöst wurde. Das eigentliche Gründungsjahr der Technischen Universität Zvolen war 1952, damals unter dem Namen Forstwirtschaftliche und Holztechnische Universität Zvolen. Seit dem 17. Dezember 1991 führt die Universität ihren heutigen Namen.

## Fakultäten
Es gibt vier Fakultäten:
- Forstwirtschaftliche Fakultät (Lesnícka fakulta)
- Holztechnische Fakultät (Drevárska fakulta)
- Ökologische und Umweltwissenschaftliche Fakultät (Fakulta ekológie a environmentalistiky)
- Technische Fakultät (Fakulta techniky)